# Работна група за финансово действие
Работна група за финансово действие (срещу изпирането на пари), на английски: Financial Action Task Force (on Money Laundering) или FATF; на френски: Groupe d'action financière или GAFI, е междуправителствена организация. Повод за организирането ѝ е инициативата на Г-7 от 1989 г. за разработване на стратегии (равняващи се на 40 препоръки), насочени срещу изпирането на пари. През 2001 г. мисията на групата се разширява и включва борбата срещу финансирането на тероризма (изразени чрез 9 нови препоръки на организацията). Секретариатът на FATF се помещава в сградата на Организацията за икономическо сътрудничество и развитие в Париж.

## Страни-членки
През 2015 г. във FATF сътрудничат 34 отделни национални юрисдикции, както и две регионални организации – Европейският съюз и Съветът за кооперация в Персийския залив. Работната група за финансово действие също така работи заедно с няколко международни и регионални организации, с цел борба с прането на пари и финансирането на тероризма.
1. Австралия
2. Австрия
3. Аржентина
4. Белгия
5. Бразилия
6. Великобритания
7. Германия
8. Гърция
9. Дания
10. Индия
11. Ирландия
12. Исландия
13. Испания
14. Италия
15. Канада
16. Китай
17. Люксембург
18. Малайзия
19. Мексико
20. Нидерландия
21. Нова Зеландия
22. Норвегия
23. Португалия
24. Русия (от 19 юни 2003 година)
25. Южна Корея
26. Сингапур
27. САЩ
28. Турция
29. Финландия
30. Франция
31. Хонконг (Китай)
32. Швейцария
33. Швеция
34. ЮАР
35. Япония

## България
Република България не е член на организацията, но в страната действат няколко нормативни акта, посветени на задачите на FATF. Това са Законът за мерките срещу изпирането на пари (ЗМИП), Правилникът за прилагане на Закона за мерките срещу изпирането на пари (ППЗМИП), и Законът за мерките срещу финансирането на тероризма (ЗМФТ). Действа и дирекция Финансово разузнаване към Държавната агенция за национална сигурност (ДАНС). https://www.fatf-gafi.org/en/countries/black-and-grey-lists.html